# یک نظر
یک نظر (به هندی: Ek Nazar) فیلمی محصول سال ۱۹۷۲ و به کارگردانی بی.آر. ایشارا است. در این فیلم بازیگرانی همچون آمیتاب باچان، جایا باچان، نادیرا، رشید خان، راضا مراد ایفای نقش کرده‌اند.